# Phare de Point of Shoals
Le phare de Point of Shoals (en anglais : Point of Shoals Light), était un phare offshore de type screw-pile lighthouse sur la James River dans le Comté d'Isle of Wight en Virginie.

## Historique
La première demande d'un feu pour marquer le haut-fond à ce coude de la rivière a été faite en 1835, mais aucun feu n'a été construit ici avant 1855. Il fut la cible d'un raid confédéré lors de la guerre de Sécession. Deux ans plus tard, lorsque des dommages ont été causés par les glaces et ont entraîné la reconstruction de la structure en 1871.
Cette lumière a été automatisée assez tôt, en 1932.Le phare a été désactivé et enlevé en 1933 lorsque le chenal Rocklanding Shoal, récemment dragué, a déplacé le trafic maritime dans la James River à plusieurs milles à l’est . La maison a été enlevée dans les années 1960, mais les fondations en fer restent non éclairées.
Identifiant : ARLHS : USA-632.

### Lien connexe
- Liste des phares en Virginie